# Chacellus pacificus
Chacellus pacificus is een krabbensoort uit de familie van de Pseudorhombilidae. De wetenschappelijke naam van de soort is voor het eerst geldig gepubliceerd in 1989 door Hendrickx.